# Sinal de fumo

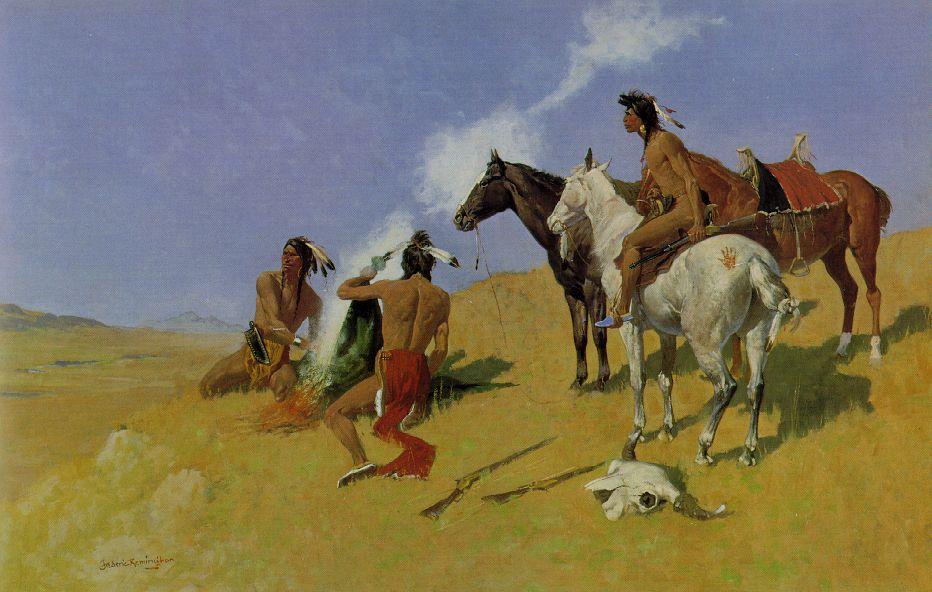
Ameríndios a usar sinais de fumo. Pintura de Frederic Remington.

Sinais de fumo ou fumaça são um meio de comunicação em áreas vastas e despovoadas baseado no fumo originado por fogueiras. Eram mais comuns em tempos antigos, e podiam comunicar mensagens complexas e codificadas previamente entre postos de vigia ou atalaias para avisar da presença de inimigos ou informar sobre qualquer outro assunto.
A comunicação por sinais de fumo tornou-se famosa com a sua frequência nos filmes do tipo western onde surgem quase sempre a ser usadas pelos ameríndios.
Na Antiga China, soldados que permaneciam alerta nas torres da Grande Muralha da China podiam usar este meio de comunicar para alertar sobre ataques inimigos, enviando mensagens de fumo de torre a torre. As mensagens podiam ser retransmitidas a mais de 760 km de distância. Também os aborígenes australianos e os Yagan comunicavam à distância com sinais de fumo.
Atualmente são usados para comunicar o resultado das votações dos conclaves.
A comunicação por sinais de fumo, sendo observável por outros que não os destinatários da mensagem, obriga à utilização de códigos pré-combinados.